# Talisa Soto
Talisa Soto (* 27. března 1967, Brooklyn, New York) je americká herečka a modelka. Filmový debut zaznamenala v roce 1988 v komedii Spike of Bensonhurst. Známou se stala rolí bond girl Lupe Lamorové v bondovce z roku 1989 Povolení zabíjet, kde si agenta 007 zahrál Timothy Dalton a také jako princezna Kitana ve filmech Mortal Kombat a Mortal Kombat 2: Vyhlazení.

## Osobní život
Její rodné jméno zní Miriam Soto. Narodila se v newyorském Brooklynu jako nejmladší ze čtyř dětí do rodiny italské matky a kanadského otce s portorickým původem. Rodina se v jejím dětství přestěhovala do massachusettského Northamptonu, kde vyrostla a získala vzdělání.

### Modeling
V patnácti letech podepsala o letních prázdninách první modelingovou smlouvu s agenturou Click Model Management. Týden poté odletěla do Paříže, kde s fotografem Brucem Weberem pracovala pro časopis Vogue. Následně pokračovala ve středoškolském studiu a současně přijímala zakázky jako modelka. V několika amerických a brtitských mutacích magazínů se objevila na titulních stranách, konkrétně ve Vogue, Elle, Mademoiselle, Glamour a Self.
Spolu s bývalým přítelem Nickem Kamenem se objevila Madonnině videoklipu Each Time You Break My Heart, režírovaném Tonym Viramontesem.
V roce 1990 ji časopis People vybral mezi 50 nejkrásnějších lidí světa. Roku 1995 nafotila sérii fotek pro plavkovou edici magazínu Sports Illustrated – Swimsuit Issue a roku 2002 obsadila 58. místo mezi stovkou nejpřitažlivějších žen Maxima.

### Soukromý život
V osmdesátých letech udržovala vztah se zpěvákem Nickem Kamenem. Roku 1997 se vdala za Costase Mandylora. Rozvod následoval po třech letech.
Během natáčení filmu Piñero potkala herce Benjamina Bratta, za kterého se 13. dubna 2002 provdala. Manželé mají dceru Sophii Rosalindu Brattovou (nar. 2002) a syna Matea Braveryho Bratta (nar. 2005).

## Filmografie
| Film      | Film                       | Film              | Film                                                         |
| Rok       | Film                       | Role              | Poznámka                                                     |
| --------- | -------------------------- | ----------------- | ------------------------------------------------------------ |
| 1988      | Spike of Bensonhurst       | India             |                                                              |
| 1989      | Povolení zabíjet           | Lupe Lamora       | bond girl                                                    |
| 1992      | Králové mamba              | Maria Rivera      |                                                              |
| 1992      | Rukojmí                    | Joanna            |                                                              |
| 1994      | Don Juan DeMarco           | Doña Julia        |                                                              |
| 1995      | Mortal Kombat              | princezna Kitana  | dabing: Martina Hudečková dabing: Lucie Kožinová (VHS)       |
| 1996      | Spy Hard                   | svůdkyně v hotelu | v titulcích: Desiree More                                    |
| 1996      | Jít za sluncem             | dívka Navajo      |                                                              |
| 1996      | Vampirella                 | Vampirella        | vydáno na VHS                                                |
| 1997      | Flypaper                   | Amanda            |                                                              |
| 1997      | The Corporate Ladder       | Susan Taylor      |                                                              |
| 1997      | Mortal Kombat 2: Vyhlazení | princezna Kitana  | dabing: Ivana Milbachová                                     |
| 2000      | That Summer in LA          | Marisabel         |                                                              |
| 2000      | Na křídlech fantazie       | Mercedes Marquez  | Alternativní název: Facing Fear Flight dabing: Monika Žáková |
| 2001      | Piñero                     | Sugar             |                                                              |
| 2002      | Ballistic: Ecks vs. Sever  | Vinn/Rayne        |                                                              |
| 2009      | La Mission                 | Ana               |                                                              |
| Televize  |                            |                   |                                                              |
| Rok       | Název                      | Role              | Poznámka                                                     |
| 1990      | Silueta smrti              | Marianna Herrera  | TV film                                                      |
| 1993–1994 | Harts of the West          | Cassie            | 15 dílů                                                      |
| 1998      | C-16: FBI                  | Rosemary Vargas   | 2 díly                                                       |
| 2000      | Ostrov smrti               | Melissa O'Keefe   | TV film                                                      |

## Nominace a ocenění
| Rok  | Cena               | Výsledek | Kategorie                       | Film   |
| ---- | ------------------ | -------- | ------------------------------- | ------ |
| 1989 | ShoWest Convention | vítězka  | hvězda zítřka                   | -      |
| 2002 | ALMA Award         | nominace | herečka ve vedlejší roli – film | Piñero |